# Associação Juvenil Amigos de Calheta
A Associação Juvenil Amigos de Calheta (abreviação: AJAC ou AJAX - crioulo cabo-verdiano, ALUPEC e Crioulo de São Vicente: AJAX) é um clube poliesportivo de Calheta de São Miguel na Ilha de Santiago em Cabo Verde. Há no clube departamentos que incluem futebol e atletismo. O AJAC é um dos 10 clubes de bastante relevância em Santiago Norte.
AJAC é uma filial do clube holandês, Ajax Amsterdam.

## História
O clube foi fundado em 1 de maio de 1995.
Recentemente, AJAC terminou 11º na temporada de 2014-15 com 11 pontos, em 2016, AJAC terminou 7º com 37 pontos e 10 vitórias, um novo recorde do clube com 52 gols. Na temporada de 2016-17, o campeonato regional foi disputado entre AJAC e Benfica de Santa Cruz em 7 de maio. O Conselho Jurisdicional penalizou o AJAC de Calheta por uma semana no dia 11 de maio e mais tarde, o Conselho de Justiça da FCF decidiu a favor do AJAC jogar no campeonato nacional, no grupo A, um dos três grupos. O Presidente da AJAC Amarildo Semedo acreditou que foi reposta a justiça desportiva. AJAC terminou o campeonato regional por um único tempo com 48 pontos (recorde do clube), 15 vitórias (recorde de clube) e 48 gols e venceu o único título e jogaram no grupo A no campeonato nacional com Vulcânicos do Fogo e Onze Unidos do Maio, que situa-se no oeste da ilha.

## Futebol

### Classificações regionais
| Temporada | Div | Pos | Pts    | J  | V  | E | D | G.M. | G.S. | Diff. |
| 2014-15   | 2   | 11  | 10 pts | 12 | 2  | 4 | 6 | 11   | 15   | -4    |
| 2015-16   | 2   | 7   | 37 pts | 26 | 10 | 7 | 9 | 52   | 44   | +8    |
| 2016-17   | 2   | 1   | 48 pts | 22 | 15 | 3 | 4 | 48   | 27   | +19   |

## Estatísticas
- Melhor posição: 4a - fase de grupos (nacional)
- Apresentações no Campeonato Nacional: 1, em 2017
- Pontos totais: 4 (nacional)
- Vitórias totais: 1 (nacional)
- Gols totais: 2 (nacional)
- Melhor saldo de gols totais na temporada, regional: 7 (2017)
- Maiores vitórias totais na temporada regional: 15 (2017)
- Melhores pontos totais na temporada regional: 48, em 2017
- Derrotas totais: 3 (nacional)

Outros:
- Apresentações na Taça de GAFT: Um, em 2017